# Komárí vízka
Komárí vízka är en kulle i Tjeckien.   Den ligger i regionen Ústí nad Labem, i den nordvästra delen av landet, 80 km nordväst om huvudstaden Prag. Toppen på Komárí vízka är 809 meter över havet.
Terrängen runt Komárí vízka är kuperad åt nordväst, men åt sydost är den platt.Runt Komárí vízka är det ganska tätbefolkat, med 248 invånare per kvadratkilometer. Närmaste större samhälle är Ústí nad Labem, 13,4 km öster om Komárí vízka. Omgivningarna runt Komárí vízka är en mosaik av jordbruksmark och naturlig växtlighet.